# Gluškovskij rajon
Il Gluškovskij rajon (in russo Глушковский район?) è un rajon dell'Oblast' di Kursk, nella Russia europea; il capoluogo è Gluškovo. Istituito nel 1928, ricopre una superficie di 851 chilometri quadrati e consta di una popolazione di circa 23.000 abitanti.